# 吴黑闼
吴黑闼（591年—668年12月8日），名广，字黑闼，东郡濮阳（河南濮阳）人，唐初功臣之一，玄武门之变参与者。参加过唐太宗征讨高句丽之战。

## 生平
据《吴广碑》载：吴黑闼曾祖吴宝，北齐开封郡丞、南郑县令；祖父吴罗，北齐洛阳县丞；父亲吴伯仁，隋朝任濮阳郡主簿。
吴黑闼在隋末中原大乱时在家乡濮阳聚众自保，先后依附翟让、李密、王世充等割据势力，唐高祖武德二年（619年）闰二月十九，王世充与唐军在谷州九曲（今河南宜阳）会战时，与程知节、秦叔宝、牛进达等人在战场上投奔唐军，被拜为上开府，并在秦王李世民手下为将，任玄甲军左马军总管。此后随李世民破刘武周、宋金刚、窦建德、王世充等，赏赐金银、缯帛、骏马、宫人无数，封爵为泉陵县开国子。
武德九年（626年）六月初四，吴黑闼跟随段志玄等秦王府诸将，伏兵于玄武门内（长安太极宫北面正门），杀死太子李建成、齐王李元吉，李世民继任皇太子，8月李渊退位，李世民即皇帝位，吴黑闼以功授右勋卫中郎将，进封新乡县开国公。不久迁任左卫中郎将。
贞观二年（628年），吴黑闼被授持节宕州(今甘肃省宕昌县)诸军事、宕州刺史，贞观六年（632年），除右武卫将军，十年（636年），加授云麾将军。
贞观十八年(644年) ，唐太宗开始征讨高句丽，吴黑闼在辽东道大总管李世勣手下任辽东道右一军总管。
唐高宗永徽元年(650年)，高宗即位后，吴黑闼被授使持节十一州诸军事、茂州(今四川茂县)都督，永徽三年(652年)，迁任使持节八州诸军事、洪州(今江西南昌)都督。显庆元年(656年)上表致仕，高宗准许，加爵濮阳郡开国公，食邑二千户。总章元年十月廿九日(公历668年12月8日)薨于雍州万年县胜业里府第，年七十八。高宗下诏追赠为使持节都督代、忻、朔、蔚四州诸军事、代州刺史，谥号曰忠公，陪葬于唐太宗昭陵。
吴黑闼夫人河南陆氏，北魏建安贞王陆馛的后裔，北周处士陆仁同之女。有子右金吾卫将军、上柱国、开国子吴师盛；姚州都督、上柱国吴师；蓬州刺史、上柱国吴琬。

## 碑铭
《吴广碑》，全称《大唐故使持节八州诸军事洪州都督上柱国濮阳郡开国公吴府君之碑并序》，刻于总章二年(669年)，无书者姓名。欧阳修《集古录》称其“字画精劲可喜”，书法在昭陵诸碑中别具一格。碑原立于陕西醴泉县烟霞乡西周新村吴黑闼墓前，1965年发现，1975年移入昭陵博物馆。碑身首高2.73米，下宽1.03米，厚32厘米。碑额篆书，题“大唐故吴府君之碑”八字。碑文正书，共33行，满行64字。碑下截断裂，左侧残损。

大唐故使持节八州诸军事洪州都督上柱国濮阳郡开国公吴府君之碑并序

　　粤惟巨唐建国，时立英功。神钺方麾，翊屯雷之景业；大宝已廓，扬薰风之惠化。然而灞上将军，多谢珪符之美；颍川太守，无闻金鼓之威。是知军国异容，文武〇事。若乃拥旄万里，登坛之寄已隆；褰惟百城，咨岳之容克茂。理惟兼济、人称其美者，其惟濮阳公乎。公讳广，字黑闼，东郡濮阳人也。自丹羽隤祥，启华构于昌户；素鳞荐祉，导灵派于姬川。南国让王，宣父仰之而不逮；西河列将，武侯矜之而已屈。崇扃已闢，自叠庆而不穷；高节所兴，亦象贤而靡绝。今略而阙焉。曾祖宝，齐开封郡丞、南郑令。祖罗，齐洛阳县丞。并业秀士林，声芬物听。振弦哥于郑境，化高驯翟；赞铜墨于周甸，事屈涵犠。道长运促，材沦于命。父伯仁，隋濮阳郡主簿，神宇严邃，灵台俊洁。虽官不期通，本競情于难进，而贵非以位，自劭美于不足。公绛宫垂象，体辰纬于贞晖；丹府凝灵，蕴风云于逸气。地义之感，指寒柯而载蔚；天沦之契，晔春棣以分华。月满惊弦，发忘归而饮石；霜翻雄锷，飞巨阙以吟枝。循至赜于龙韬，已穷王略；究潜〇于鹤阵，〇取先鸣。属周鼎凫飞，秦原鹿逐。黑山妖祲，始贻暴于稽天；翠渚祥符，已呈休于出震。公猛志攸郁，雄规式启，乃啸徒濮上，有澄清之心。后历翟让、李密、王充等，城〇劝其逆顺，以为不识天命，终陷凶徒。于是爰讯讴哥，更谋去就。砀阳之瑞气，就尧衢之灵景。遂与卢公程知节、翼公秦叔宝等同时归国。太武皇帝深嘉诚烈，特行礼命，乃遣彭城公刘德威迎劳于郊，优待隆异。武德元年，拜上开府。于时肇基王业，犹艰天步。文皇帝亲总元戎，方清神宇。妙擢英果，言任偏裨。寻蒙授左马军总管。从征刘武周，破宋金刚，抄窦德、王充等，虔扈神麾，袭循天策。偾山祇于危卵，摧压可徵；注海若于纖萤，沃荡斯喻。事昭勋牒，荣高赏典。乃赐金银、缯帛、骏马、宫人等，蒙授泉陵县开国子。誓河茂祉，疏壤崇章。义属兴唐，事光彝册。寻以戾园构祸，密藩怀爨，公忠勇兼弘，诫寄斯重。志陵铁石，节贯冰霜。九年六月，与段志玄等立功于玄武门，事宁，授右勋卫中郎将，进封新乡县开国公，寻迁左卫中郎将。兰錡崇班，茅封缛礼。必资功绪，方兼宠数。贞观二年，授持节宕州诸军事、宕州刺史。下车敷训，露冕求瘼。惠液通于润境，仁风偃于属城。固以事穆惟良，功宣共化。六年，除右武卫将军。星躔列位，已成象于玄仪；天营分职，且飞荣于紫禁。公缉谐军政，澄练戎昭。七萃增华，八屯逾肃。十年，加授云麾将军。俄以蛇丘肆毒，龙驾凝威，军麾所寄，折冲斯在。以公道习中权，名高上将。总戎之望，选众攸归。十八年，授辽东道右一军总管。抗云梯于鹤表，金汤失固；启月阵于兔城，戈鋋佇戢。策勋有典，茂绩斯行。永徽元年，授使持节十一州诸军事、茂州都督。二年，又迁使持节八州诸军事、洪州都督。巴西奥壤，分天谷而作镇；汉东旧域，峙洪崖而设险。〇粟万里，张侯开定霸之词；灵木千寻，晋主攀兴王之瑞。眷言连率，实俟雄规。公威惠有闻，政〇克举。张华之典六郡，有愧严明；子仁之刺三河，多惭抚字。并事升朝听、声播萌谣矣。然以乔榆落景，有迫于迟暮；行苇陈风，载安于止足。乃散金辞秩，解玉遗荣。有遂〇〇之典，无屑呜钟之诫。显庆元年，抗表辞职，恩敕听致仕，禄赐防阁，并同京官，仍朝朔望。暨展事天扃，告成日观，爰因大礼，更演崇封，加爵濮阳郡开国公，食邑二千户。而滔滔惊壑，〇伏波而已远，冉冉徂阴，指大树而云夕。以总章元年十月廿九日薨于雍州万年县胜业里第，春秋七十有八。悼切旒扆，〇覃追往之恩；悲缠簪绂，空轸摧梁之恨。乃下诏曰：“念功追远，备礼哀荣。錄旧〇恩，理崇褒锡。故前洪州都督、上柱国、濮阳郡开国公吴黑闼，志力沉雄，幹略英远。夙逢兴运，杖剑归诚。早奉藩朝，推锋展功。入参兰錡，整忠肃之良规；出抚竹符，播仁义之善政。悬车退老，甫陪东岱之仪；〇遄驱〇，遽戢西崦之景。缅怀勋旧，用轸于怀。宜饰宠章，以光泉路。可赠使持节都督代忻朔蔚四州诸军事、代州刺史，赙绢五百段，陪葬昭陵，并给东园密器，仪仗送至墓所往还。五品监护丧事，丧事所须，并令官给。”有司考行，谥曰忠公。夫人河南陆氏，魏建安贞王之裔孙、周处士仁同之女也。地华钟鼎，德备幽〇。琴瑟和声，松萝比暎。始潜辉于鸾匣，终合影于龙津。粤以总章二年岁次己巳五月庚午朔廿五日壬寅，合葬陪于昭陵醴泉县安乐乡青山之原，礼也。惟公英姿岳峙，耸千仞于情峰；巨量川澄，总万流于性海。立身寡悔，援青松而不渝；践言成则，临白珪而无玷。孝始爱亲，弱年标其至性；忠惟徇〇，晚岁全〇〇节。云〇屯昧，便参跃马之荣；日月光华，载渐飞龙之庆。〇金吾而警卫，威震五营；闢丹帷而刺〇，化高七郡。况乎競怀宥器，贻诫台箴。褫桎梏于缨冕，肆琴樽于林泉，可谓宏材达观、功成身退者焉。岂期〇〇〇迫，俄臻于万化；贞魂遂远，同归于九原。呜呼哀哉！凝笳载路，素长风而咽响；叠鼓含音，送玄云而〇气。飞旌〇〇，空缔〇〇〇〇；穸路泉台，终缄〇于冥漠。有子右金吾卫将军、上柱国、开国子师盛，姚州都督、上柱国师〇，蓬州刺史、上柱国琬等，践宿庭而增慕，仰风枝而靡及。思旌先范，式〇〇〇。〇深谷之已陵，庶他日之〇〇。铭曰：

昌户崇基，长沙峻趾。地灵钟庆，家声济美。鼎鼐连华，珪璋叠趾。曾堂式构，高门复始。其一

资灵庆绪，载诞时〇。〇〇〇日，〇〇〇风。贞晖外朗，敏〇〇〇。〇〇〇〇，〇〇〇功。其二

国步权舆，爰参缔构。〇郁余勇，〇清巨寇。楚甸侔韩，燕山擬窦。盛绩斯举，宏勋克茂。其三

〇〇〇禁，出抚〇〇。〇〇〇〇，〇〇行轩。旻空表劲，〇〇〇〇。〇〇〇〇，〇爱方存。其四

悬车就典，号〇〇〇。綵懿韦公，〇芳疏傅。惊〇不返，阻险罕驻。始悦池〇，〇〇〇〇。其五

〇〇〇〇，〇〇〇〇。〇〇〇〇，〇赴泉〇。荒茔〇苦，〇〇〇〇。〇〇〇〇，〇〇〇〇。其六